# Poštovní známky a dějiny pošty na Svaté Lucii

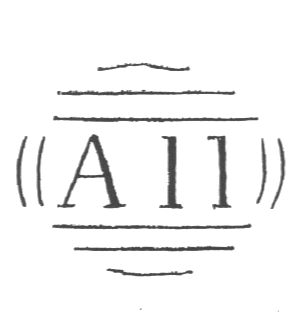
Poštovní razítko A11, 1858

Poštovní známky na Svaté Lucii s vlastní emisí se začaly používat roku 1860. V roce 1881 se Svatá Lucie stala členem Světové poštovní unie. Jako nezávislý stát je jejím členem od roku 1980. Poštovní služby na ostrově zajišťuje Saint Lucia Postal Service. 

## Dějiny pošty

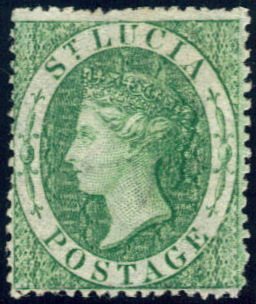
Zelená poštovní známka s portrétem královny Viktorie, 1860

Historie poštovního úřadu Svaté Lucie je neoddělitelně spjata s britskou vládou na tomto ostrově. Ostrov byl pod britskou kontrolou od roku 1814, kdy nejprve získal status samostatné kolonie (1814–1838) a poté se stal součástí Kolonie Návětrných ostrovů. V roce 1844 byla v Castries otevřena pobočka pošty, která byla součástí General Post Office Velké Británie. Časná poštovní razítka nesou označení A11. Používána byla v Castries a na ostrovy byla zasílána z Velké Británie spolu s poštovními známkami.

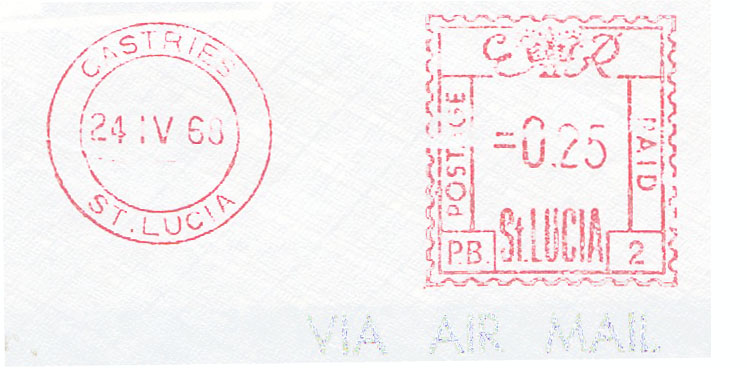
Příklad frankotypu Svaté Lucie, 1968

Od 1. dubna 1858 musely být dopisy zasílané ze Svaté Lucie do Spojeného království předplaceny. Na ostrově bylo povoleno použití britských známek. První dodávka známek na asi dva měsíce (v hodnotě 50 liber) byla zaslána přibližně 16. dubna 1858 a obsahovala poštovní známky o různé hodnotě a také poštovní razítko A11. O pozdějších dodávkách známek a jejich počtu se nedochovaly záznamy.

Poštovní razítka s označením A11 byla poslána na ostrov s prvními známkami. Jeho první zaznamenané použití připadá na 28. srpna 1858. V roce 1881 se Svatá Lucie stala členem Světové poštovní unie. Od 80. let 19. století fungovala na ostrově vnitřní poštovní služba, která zajišťovala doručování korespondence do jednotlivých vesnic ležících na pobřeží. Místo doručení bylo na dopisech označeno písmennými kódy na poštovních razítcích. Koloniální správa Svaté Lucie, včetně poštovních služeb, trvala až do roku 1958, kdy se ostrov stal součástí Západoindické federace a od roku 1962 do roku 1967 opět britskou kolonií. V letech 1967 až 1979 byl přidruženým státem a od roku 1979 je nezávislým státem v rámci Commonwealthu. Jako nezávislý stát se Svatá Lucie stala členem Světové poštovní unie dne 10. července 1980.

## Poštovní známky
První známky vydané Svatou Lucií byly uvedeny do prodeje v roce 1860 a byly vydávány ve třech nominálních hodnotách. Známky byly vytištěny společností Perkins Bacon Ltd. Aby se ušetřily peníze, byla vyryta pouze jedna destička, přičemž jejich nominální hodnota byla dána jejich barvou. Byly vydány známky v barvě červené, modré a zelené.
Matrice pro první známky byla dokončena 16. října 1860 a motivem byla podobizna královny Viktorie. Autorem jejich vzhledu byl Charles Henry Jeens, který návrh vytvořil pro použití v Jižní Austrálii. Oválný portrét královny byl obklopen slovy ST. LUCIA a POSTAGE.

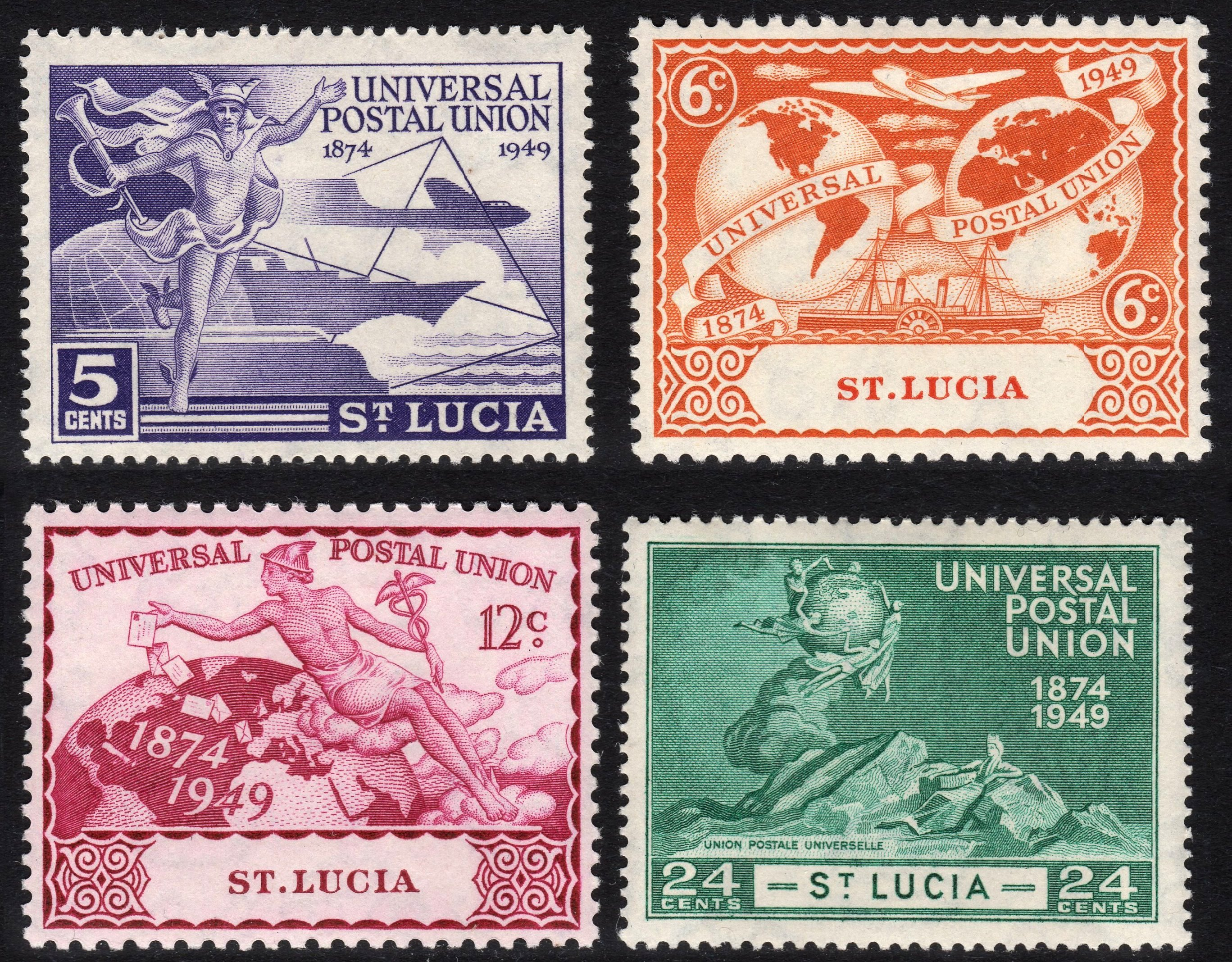
Poštovní známky vydané při příležitosti 75. výročí Světové poštovní unie. Na této emisi se podílelo mnoho britských kolonií. 1949

Celkem bylo vytištěno 36 listů červených známek (8 640 kusů), 13 listů modrých známek (3 120 kusů) a 17 listů zelených známek (4 080 kusů). Tyto listy byly na ostrov odeslány 17. listopadu 1860. Poštovní známky byly vytištěny na papír vyráběný společností Rush Mills v Northamptonu. Papír byl opatřen vodoznakem ve tvaru drobné šesticípé hvězdičky a několikrát opakovaným slovem POSTAGE.
K prvnímu vydání těchto známek došlo 18. prosince 1860 a o den později byly podrobnosti vytištěny v Island Gazette. Cena červených známek byla 1 penny, modrých 4 pence a zelených 6 pencí.

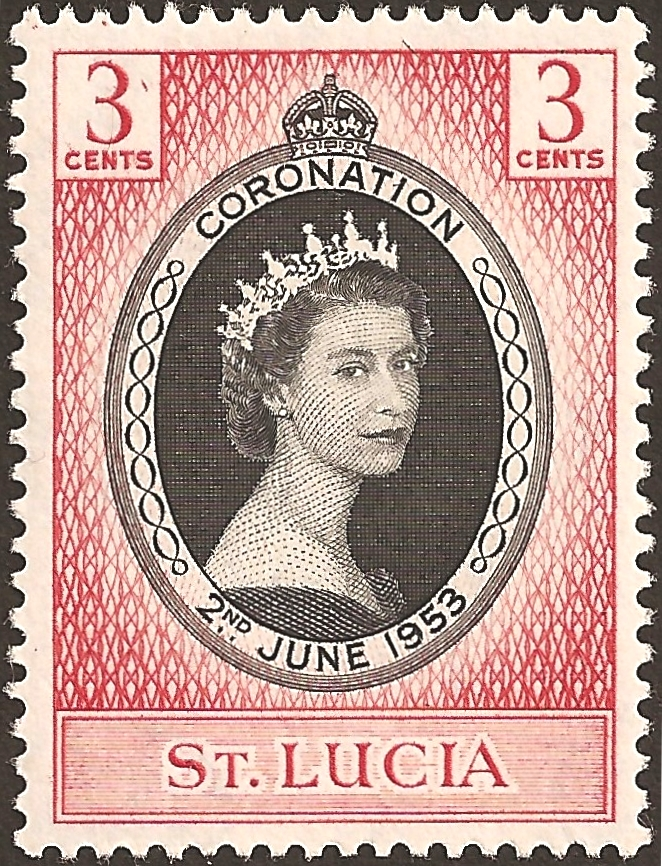
Poštovní známka z roku 1953 vydaná při příležitosti nástupu na trůn královny Alžběty II.

Podobně jako první vydání tak i následné emise známek až do roku 1883 obsahovaly jediný design s portrétem královny Viktorie. Tyto rané známky nebyly označeny nominální hodnotou, ta byla rozlišována podle jejich barvy. Od roku 1883 se na Svaté Lucii používají vzory poštovních známek spolčené pro všechny britské kolonie.
První pamětní známky Svaté Lucie se objevily v roce 1902 a pravidelně začaly vycházet až roku 1960. V emisních sériích z let 1936 a 1938 byl vzor poštovních známek opět specifický pouze pro známky Svaté Lucie, i když byly vytvořeny ve stylu typickém pro britské kolonie.
Od roku 1860 do roku 1963 bylo vydáno 179 různých poštovních známek Svaté Lucie, na nichž se objevují nápisy St. Lucia, Postage & Revenue a The West Indies Federation. Na počest vyhlášení nezávislosti dne 22. února 1979 byla vydána série čtyř známek a poštovní blok.
Od svého osamostatnění vydává Svatá Lucie poštovní známky s národní tematikou. Příkladem těchto známek je série Ptáci Svaté Lucie, která byla vydána v roce 1969.

### Další typy poštovních známek

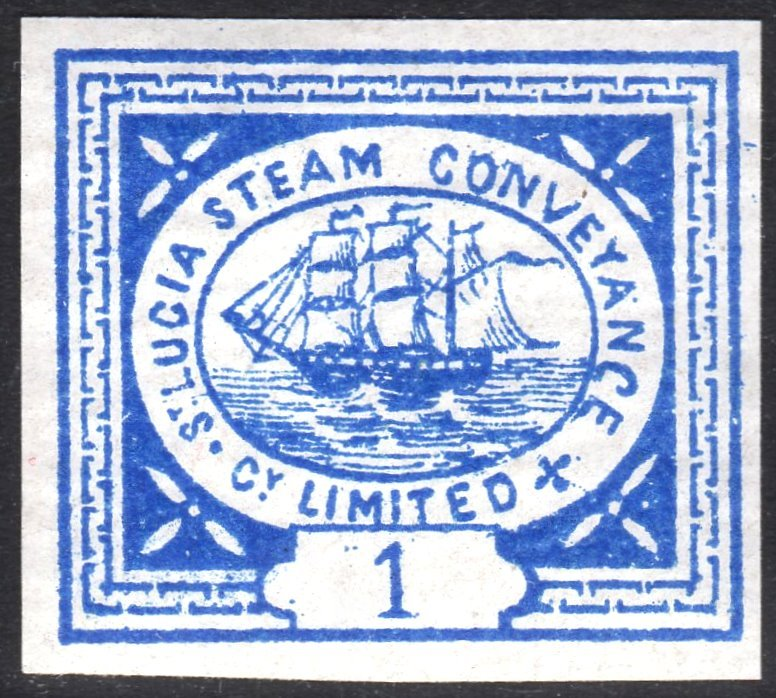
Poštovní známka společnosti St. Lucia Steam Conveyance Co. Ltd. v hodnotě 1 penny

V letech 1931 až 1967 byly na Svaté Lucii vydávány speciální známky. Nápis na nich zněl Postage due. V letech 1881 až 1884 byly na Svaté Lucii používány fiskální poštovní známky. Celkem bylo vydáno 16 takových známek.

## St. Lucia Steam Conveyance Co.Ltd.
Společnost St. Lucia Steam Conveynace Co. Ltd. přepravovala poštu po moři z hlavního města Castries do vesnic ležících na pobřeží. Známky byly vydávány přibližně od roku 1871 do roku 1872, kdy společnost ukončila svou činnost. Na známkách byl motiv parníku v oválném rámečku. Existuje mnoho různých výtisků těchto známek.